# Список астероїдів (216301—216400)
| Назва                     | Тимчасове позначення | Дата відкриття    | Місце відкриття                           | Відкривач                          |
| ------------------------- | -------------------- | ----------------- | ----------------------------------------- | ---------------------------------- |
| (216301) 2007 RC137       | 2007 RC137           | 14 вересня 2007   | Обсерваторія Маунт-Леммон                 | Обсерваторія Маунт-Леммон          |
| (216302) 2007 RJ149       | 2007 RJ149           | 12 вересня 2007   | Станція Андерсон-Меса                     | LONEOS                             |
| (216303) 2007 RE220       | 2007 RE220           | 14 вересня 2007   | Обсерваторія Маунт-Леммон                 | Обсерваторія Маунт-Леммон          |
| (216304) 2007 SV7         | 2007 SV7             | 18 вересня 2007   | Обсерваторія Кітт-Пік                     | Spacewatch                         |
| (216305) 2007 TY13        | 2007 TY13            | 6 жовтня 2007     | Сокорро (Нью-Мексико)                     | LINEAR                             |
| (216306) 2007 TZ56        | 2007 TZ56            | 4 жовтня 2007     | Обсерваторія Кітт-Пік                     | Spacewatch                         |
| (216307) 2007 TM92        | 2007 TM92            | 5 жовтня 2007     | Обсерваторія Кітт-Пік                     | Spacewatch                         |
| (216308) 2007 TA103       | 2007 TA103           | 8 жовтня 2007     | Обсерваторія Маунт-Леммон                 | Обсерваторія Маунт-Леммон          |
| (216309) 2007 TZ121       | 2007 TZ121           | 6 жовтня 2007     | Обсерваторія Кітт-Пік                     | Spacewatch                         |
| (216310) 2007 TJ125       | 2007 TJ125           | 6 жовтня 2007     | Обсерваторія Кітт-Пік                     | Spacewatch                         |
| (216311) 2007 TZ139       | 2007 TZ139           | 9 жовтня 2007     | Каталінський огляд                        | Каталінський огляд                 |
| (216312) 2007 TT149       | 2007 TT149           | 8 жовтня 2007     | Сокорро (Нью-Мексико)                     | LINEAR                             |
| (216313) 2007 TL157       | 2007 TL157           | 9 жовтня 2007     | Сокорро (Нью-Мексико)                     | LINEAR                             |
| (216314) 2007 TP187       | 2007 TP187           | 13 жовтня 2007    | Сокорро (Нью-Мексико)                     | LINEAR                             |
| (216315) 2007 TJ196       | 2007 TJ196           | 7 жовтня 2007     | Обсерваторія Маунт-Леммон                 | Обсерваторія Маунт-Леммон          |
| (216316) 2007 TD231       | 2007 TD231           | 8 жовтня 2007     | Обсерваторія Кітт-Пік                     | Spacewatch                         |
| (216317) 2007 TK234       | 2007 TK234           | 8 жовтня 2007     | Обсерваторія Кітт-Пік                     | Spacewatch                         |
| (216318) 2007 TB241       | 2007 TB241           | 7 жовтня 2007     | Каталінський огляд                        | Каталінський огляд                 |
| (216319) 2007 TY286       | 2007 TY286           | 10 жовтня 2007    | Обсерваторія Цзицзіньшань                 | Обсерваторія Цзицзіньшань          |
| (216320) 2007 TN353       | 2007 TN353           | 8 жовтня 2007     | Станція Андерсон-Меса                     | LONEOS                             |
| (216321) 2007 TN363       | 2007 TN363           | 14 жовтня 2007    | Обсерваторія Маунт-Леммон                 | Обсерваторія Маунт-Леммон          |
| (216322) 2007 UN22        | 2007 UN22            | 16 жовтня 2007    | Обсерваторія Кітт-Пік                     | Spacewatch                         |
| (216323) 2007 UF48        | 2007 UF48            | 20 жовтня 2007    | Обсерваторія Маунт-Леммон                 | Обсерваторія Маунт-Леммон          |
| (216324) 2007 UN98        | 2007 UN98            | 30 жовтня 2007    | Обсерваторія Кітт-Пік                     | Spacewatch                         |
| (216325) 2007 UH100       | 2007 UH100           | 30 жовтня 2007    | Обсерваторія Кітт-Пік                     | Spacewatch                         |
| (216326) 2007 UP123       | 2007 UP123           | 31 жовтня 2007    | Обсерваторія Маунт-Леммон                 | Обсерваторія Маунт-Леммон          |
| (216327) 2007 UP129       | 2007 UP129           | 16 жовтня 2007    | Обсерваторія Кітт-Пік                     | Spacewatch                         |
| (216328) 2007 VG8         | 2007 VG8             | 5 листопада 2007  | Каталінський огляд                        | Каталінський огляд                 |
| (216329) 2007 VB9         | 2007 VB9             | 2 листопада 2007  | Обсерваторія Маунт-Леммон                 | Обсерваторія Маунт-Леммон          |
| (216330) 2007 VT94        | 2007 VT94            | 7 листопада 2007  | Бісейська станція космічного патрулювання | BATTeRS                            |
| (216331) 2007 VG125       | 2007 VG125           | 5 листопада 2007  | Обсерваторія Цзицзіньшань                 | Обсерваторія Цзицзіньшань          |
| (216332) 2007 VN133       | 2007 VN133           | 2 листопада 2007  | Каталінський огляд                        | Каталінський огляд                 |
| (216333) 2007 VR146       | 2007 VR146           | 4 листопада 2007  | Обсерваторія Маунт-Леммон                 | Обсерваторія Маунт-Леммон          |
| (216334) 2007 VG193       | 2007 VG193           | 4 листопада 2007  | Обсерваторія Маунт-Леммон                 | Обсерваторія Маунт-Леммон          |
| (216335) 2007 VK235       | 2007 VK235           | 9 листопада 2007  | Обсерваторія Кітт-Пік                     | Spacewatch                         |
| (216336) 2007 VO305       | 2007 VO305           | 14 листопада 2007 | Обсерваторія Маунт-Леммон                 | Обсерваторія Маунт-Леммон          |
| (216337) 2007 VQ307       | 2007 VQ307           | 3 листопада 2007  | Обсерваторія Маунт-Леммон                 | Обсерваторія Маунт-Леммон          |
| (216338) 2007 WD21        | 2007 WD21            | 18 листопада 2007 | Обсерваторія Маунт-Леммон                 | Обсерваторія Маунт-Леммон          |
| (216339) 2007 WT27        | 2007 WT27            | 18 листопада 2007 | Обсерваторія Маунт-Леммон                 | Обсерваторія Маунт-Леммон          |
| (216340) 2007 WO35        | 2007 WO35            | 19 листопада 2007 | Обсерваторія Маунт-Леммон                 | Обсерваторія Маунт-Леммон          |
| (216341) 2007 WF49        | 2007 WF49            | 20 листопада 2007 | Обсерваторія Маунт-Леммон                 | Обсерваторія Маунт-Леммон          |
| (216342) 2007 WD55        | 2007 WD55            | 28 листопада 2007 | Обсерваторія Наеф-Епендес                 | Петер Кохер                        |
| 216343 Веньчан (Wenchang) | 2007 WJ56            | 28 листопада 2007 | Обсерваторія Люлінь                       | К. Йє, Г.-К. Лін                   |
| (216344) 2007 XZ1         | 2007 XZ1             | 3 грудня 2007     | Каталінський огляд                        | Каталінський огляд                 |
| 216345 Savigliano         | 2007 XC11            | 4 грудня 2007     | Обсерваторія Пістоїєзе                    | Лучано Тезі, Мікеле Мацукато       |
| (216346) 2007 XH23        | 2007 XH23            | 14 грудня 2007    | Обсерваторія Шант-Пердрі                  | Обсерваторія Шант-Пердрі           |
| (216347) 2007 YM7         | 2007 YM7             | 16 грудня 2007    | Обсерваторія Кітт-Пік                     | Spacewatch                         |
| (216348) 2007 YX15        | 2007 YX15            | 16 грудня 2007    | Обсерваторія Кітт-Пік                     | Spacewatch                         |
| (216349) 2007 YJ35        | 2007 YJ35            | 30 грудня 2007    | Обсерваторія Маунт-Леммон                 | Обсерваторія Маунт-Леммон          |
| (216350) 2007 YJ44        | 2007 YJ44            | 30 грудня 2007    | Обсерваторія Кітт-Пік                     | Spacewatch                         |
| (216351) 2007 YV46        | 2007 YV46            | 30 грудня 2007    | Обсерваторія Маунт-Леммон                 | Обсерваторія Маунт-Леммон          |
| (216352) 2007 YB53        | 2007 YB53            | 30 грудня 2007    | Обсерваторія Кітт-Пік                     | Spacewatch                         |
| (216353) 2007 YO53        | 2007 YO53            | 30 грудня 2007    | Каталінський огляд                        | Каталінський огляд                 |
| (216354) 2007 YA64        | 2007 YA64            | 30 грудня 2007    | Обсерваторія Кітт-Пік                     | Spacewatch                         |
| (216355) 2007 YX64        | 2007 YX64            | 30 грудня 2007    | Обсерваторія Маунт-Леммон                 | Обсерваторія Маунт-Леммон          |
| (216356) 2008 AG6         | 2008 AG6             | 10 січня 2008     | Обсерваторія Маунт-Леммон                 | Обсерваторія Маунт-Леммон          |
| (216357) 2008 AB13        | 2008 AB13            | 10 січня 2008     | Обсерваторія Маунт-Леммон                 | Обсерваторія Маунт-Леммон          |
| (216358) 2008 AT17        | 2008 AT17            | 10 січня 2008     | Обсерваторія Кітт-Пік                     | Spacewatch                         |
| (216359) 2008 AX24        | 2008 AX24            | 10 січня 2008     | Обсерваторія Маунт-Леммон                 | Обсерваторія Маунт-Леммон          |
| (216360) 2008 AV66        | 2008 AV66            | 11 січня 2008     | Обсерваторія Кітт-Пік                     | Spacewatch                         |
| (216361) 2008 AQ68        | 2008 AQ68            | 11 січня 2008     | Обсерваторія Маунт-Леммон                 | Обсерваторія Маунт-Леммон          |
| (216362) 2008 AL83        | 2008 AL83            | 15 січня 2008     | Обсерваторія Маунт-Леммон                 | Обсерваторія Маунт-Леммон          |
| (216363) 2008 AF85        | 2008 AF85            | 13 січня 2008     | Обсерваторія Кітт-Пік                     | Spacewatch                         |
| (216364) 2008 AC87        | 2008 AC87            | 12 січня 2008     | Обсерваторія Маунт-Леммон                 | Обсерваторія Маунт-Леммон          |
| (216365) 2008 AS88        | 2008 AS88            | 13 січня 2008     | Обсерваторія Кітт-Пік                     | Spacewatch                         |
| (216366) 2008 AP95        | 2008 AP95            | 14 січня 2008     | Обсерваторія Кітт-Пік                     | Spacewatch                         |
| (216367) 2008 AE101       | 2008 AE101           | 14 січня 2008     | Обсерваторія Кітт-Пік                     | Spacewatch                         |
| (216368) 2008 AS101       | 2008 AS101           | 14 січня 2008     | Обсерваторія Мальорки                     | Обсерваторія Мальорки              |
| (216369) 2008 AC112       | 2008 AC112           | 10 січня 2008     | Обсерваторія Кітт-Пік                     | Spacewatch                         |
| (216370) 2008 AU117       | 2008 AU117           | 10 січня 2008     | Обсерваторія Кітт-Пік                     | Spacewatch                         |
| (216371) 2008 AB118       | 2008 AB118           | 12 січня 2008     | Обсерваторія Маунт-Леммон                 | Обсерваторія Маунт-Леммон          |
| (216372) 2008 BW10        | 2008 BW10            | 18 січня 2008     | Обсерваторія Кітт-Пік                     | Spacewatch                         |
| (216373) 2008 BZ15        | 2008 BZ15            | 28 січня 2008     | Обсерваторія Люлінь                       | Спостереження обсерваторії Лу-Лінь |
| (216374) 2008 BB16        | 2008 BB16            | 28 січня 2008     | Обсерваторія Люлінь                       | Спостереження обсерваторії Лу-Лінь |
| (216375) 2008 BL20        | 2008 BL20            | 30 січня 2008     | Каталінський огляд                        | Каталінський огляд                 |
| (216376) 2008 BP20        | 2008 BP20            | 30 січня 2008     | Каталінський огляд                        | Каталінський огляд                 |
| (216377) 2008 BE27        | 2008 BE27            | 30 січня 2008     | Обсерваторія Маунт-Леммон                 | Обсерваторія Маунт-Леммон          |
| (216378) 2008 BL35        | 2008 BL35            | 30 січня 2008     | Обсерваторія Кітт-Пік                     | Spacewatch                         |
| (216379) 2008 BV35        | 2008 BV35            | 30 січня 2008     | Обсерваторія Кітт-Пік                     | Spacewatch                         |
| (216380) 2008 BH40        | 2008 BH40            | 30 січня 2008     | Сокорро (Нью-Мексико)                     | LINEAR                             |
| (216381) 2008 BF41        | 2008 BF41            | 30 січня 2008     | Обсерваторія Кітт-Пік                     | Spacewatch                         |
| (216382) 2008 BW43        | 2008 BW43            | 30 січня 2008     | Каталінський огляд                        | Каталінський огляд                 |
| (216383) 2008 BC48        | 2008 BC48            | 16 січня 2008     | Обсерваторія Кітт-Пік                     | Spacewatch                         |
| (216384) 2008 BR48        | 2008 BR48            | 17 січня 2008     | Обсерваторія Кітт-Пік                     | Spacewatch                         |
| (216385) 2008 BX49        | 2008 BX49            | 18 січня 2008     | Обсерваторія Маунт-Леммон                 | Обсерваторія Маунт-Леммон          |
| (216386) 2008 CY35        | 2008 CY35            | 2 лютого 2008     | Каталінський огляд                        | Каталінський огляд                 |
| (216387) 2008 CQ59        | 2008 CQ59            | 7 лютого 2008     | Обсерваторія Маунт-Леммон                 | Обсерваторія Маунт-Леммон          |
| (216388) 2008 CU75        | 2008 CU75            | 3 лютого 2008     | Обсерваторія Маунт-Леммон                 | Обсерваторія Маунт-Леммон          |
| (216389) 2008 CE124       | 2008 CE124           | 7 лютого 2008     | Обсерваторія Маунт-Леммон                 | Обсерваторія Маунт-Леммон          |
| 216390 Binnig             | 2008 CK177           | 14 лютого 2008    | Обсерваторія Таунус                       | Ервін Шваб, Райнер Клінґ           |
| (216391) 2008 CR179       | 2008 CR179           | 7 лютого 2008     | Каталінський огляд                        | Каталінський огляд                 |
| (216392) 2008 CT187       | 2008 CT187           | 3 лютого 2008     | Каталінський огляд                        | Каталінський огляд                 |
| (216393) 2008 CW196       | 2008 CW196           | 8 лютого 2008     | Обсерваторія Кітт-Пік                     | Spacewatch                         |
| (216394) 2008 DB3         | 2008 DB3             | 24 лютого 2008    | Обсерваторія Маунт-Леммон                 | Обсерваторія Маунт-Леммон          |
| (216395) 2008 DQ7         | 2008 DQ7             | 24 лютого 2008    | Обсерваторія Маунт-Леммон                 | Обсерваторія Маунт-Леммон          |
| (216396) 2008 DF65        | 2008 DF65            | 28 лютого 2008    | Каталінський огляд                        | Каталінський огляд                 |
| (216397) 2008 EP5         | 2008 EP5             | 2 березня 2008    | Обсерваторія Кітт-Пік                     | Spacewatch                         |
| (216398) 2008 EP22        | 2008 EP22            | 3 березня 2008    | Каталінський огляд                        | Каталінський огляд                 |
| (216399) 2008 EU52        | 2008 EU52            | 6 березня 2008    | Обсерваторія Маунт-Леммон                 | Обсерваторія Маунт-Леммон          |
| (216400) 2008 EX88        | 2008 EX88            | 8 березня 2008    | Сокорро (Нью-Мексико)                     | LINEAR                             |